# Deren Talu
Deren Talu (* 19. November 1996 in Las Vegas) ist eine türkische Schauspielerin.

## Leben und Karriere
Talu wurde am 19. November 1996 in Las Vegas geboren. Sie ist die Tochter von Defne Samyeli und dem Architekten Eren Talu. Sie studierte an der University of California, Los Angeles. 2019 spielte sie in dem Film Son Kale Hacıbey die Hauptrolle. Anschließend war sie 2019 in der Fernsehserie Akıncı zu sehen. Außerdem trat Talu in der Serie Doğu auf. Unter anderem spielte sie 2022 in der Serie Seversin eine Nebenrolle.

## Filmografie (Auswahl)
- 2020: Son Kale Hacıbey (Film)
- 2021: Akıncı (Fernsehserie, 12 Episoden)
- 2021: Doğu (Fernsehserie, 1 Episode)
- 2022: Seversin (Fernsehserie, 2 Episoden)